# Heinrich Schliemann

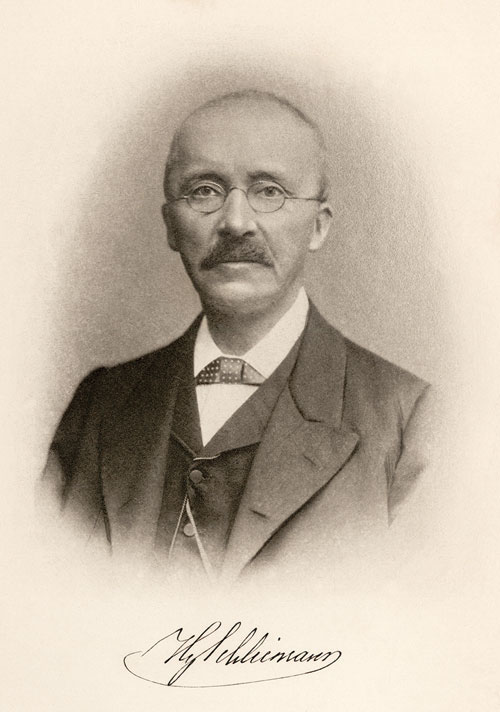
Heinrich Schliemann, 1866

Johann Ludwig Heinrich Julius Schliemann (* 6. Januar 1822 in Neubukow; † 26. Dezember 1890 in Neapel) war ein deutscher Kaufmann, Archäologe sowie Pionier der Feldarchäologie. Als erster Forscher führte er (geleitet vom Werk Homers) Ausgrabungen im kleinasiatischen Hisarlık durch und fand die von ihm und zuvor schon anderen Forschern, vor allem Frank Calvert, hier vermuteten Ruinen des bronzezeitlichen Trojas.

## Leben

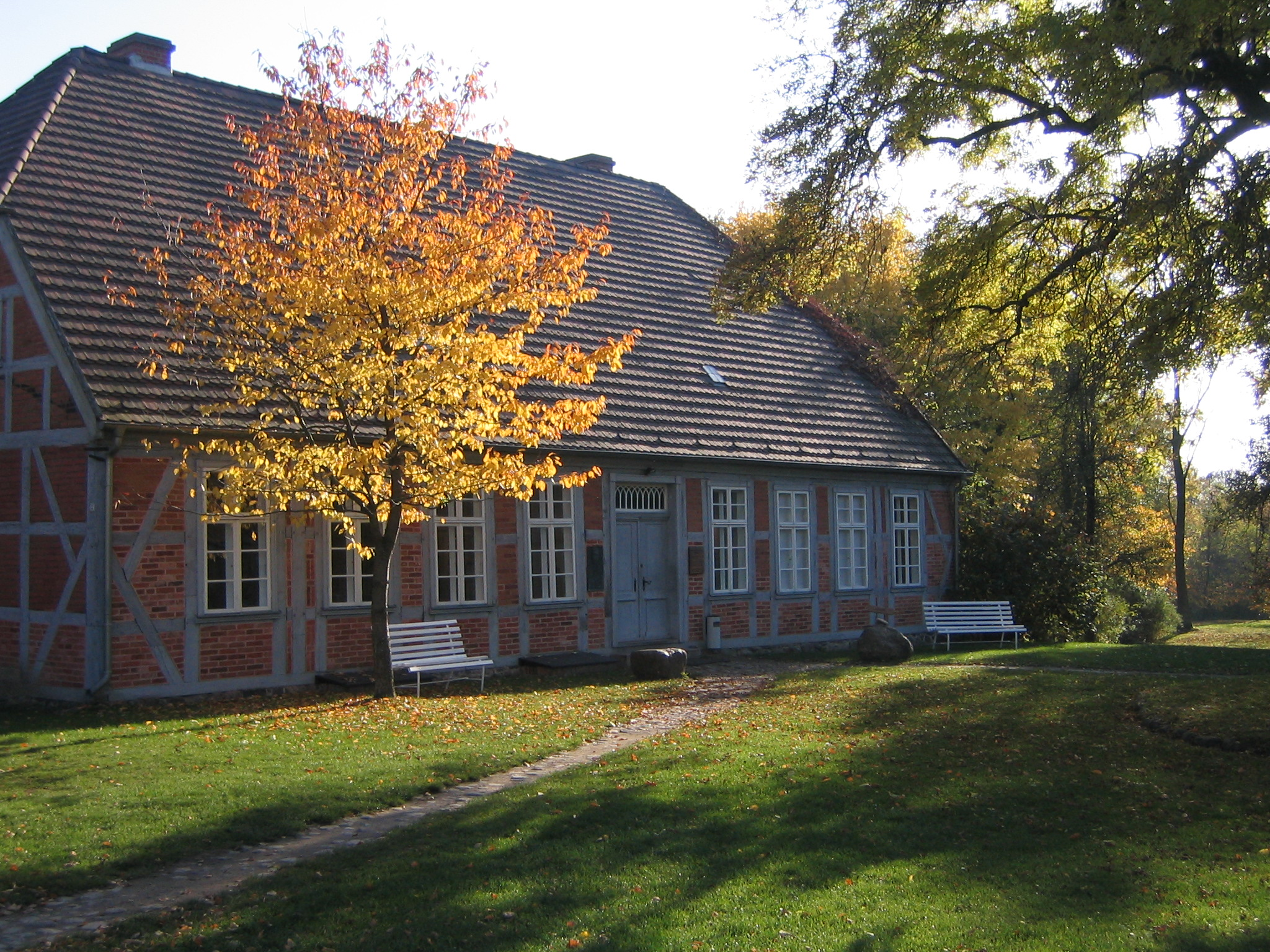
Ehemaliges Pfarrhaus in Ankershagen, heute Teil des Schliemann-Museums. Hier verbrachte Schliemann seine Kindheit bis zum 10. Lebensjahr

### Jugendzeit

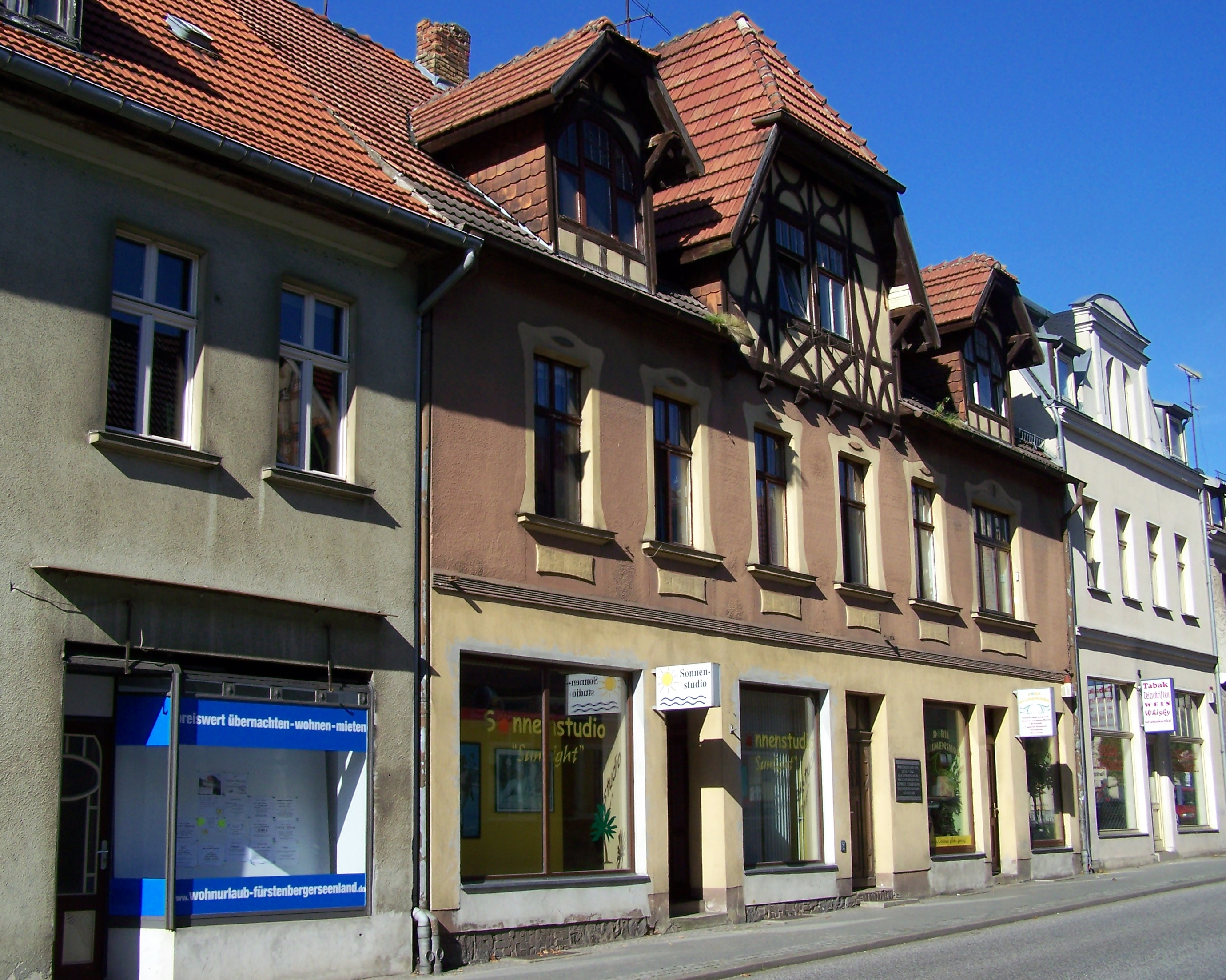
Schliemann-Haus in Fürstenberg

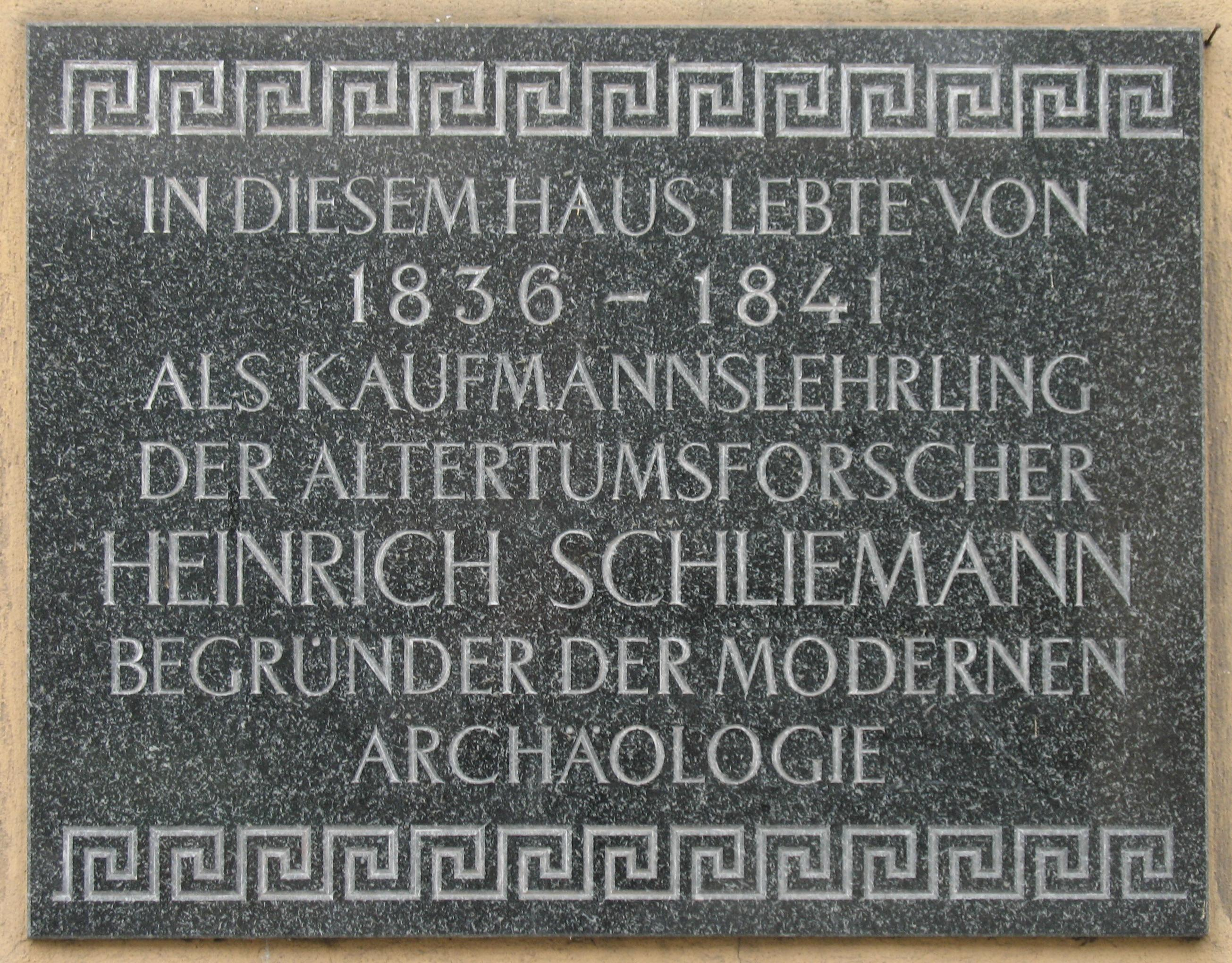
Gedenktafel in Fürstenberg

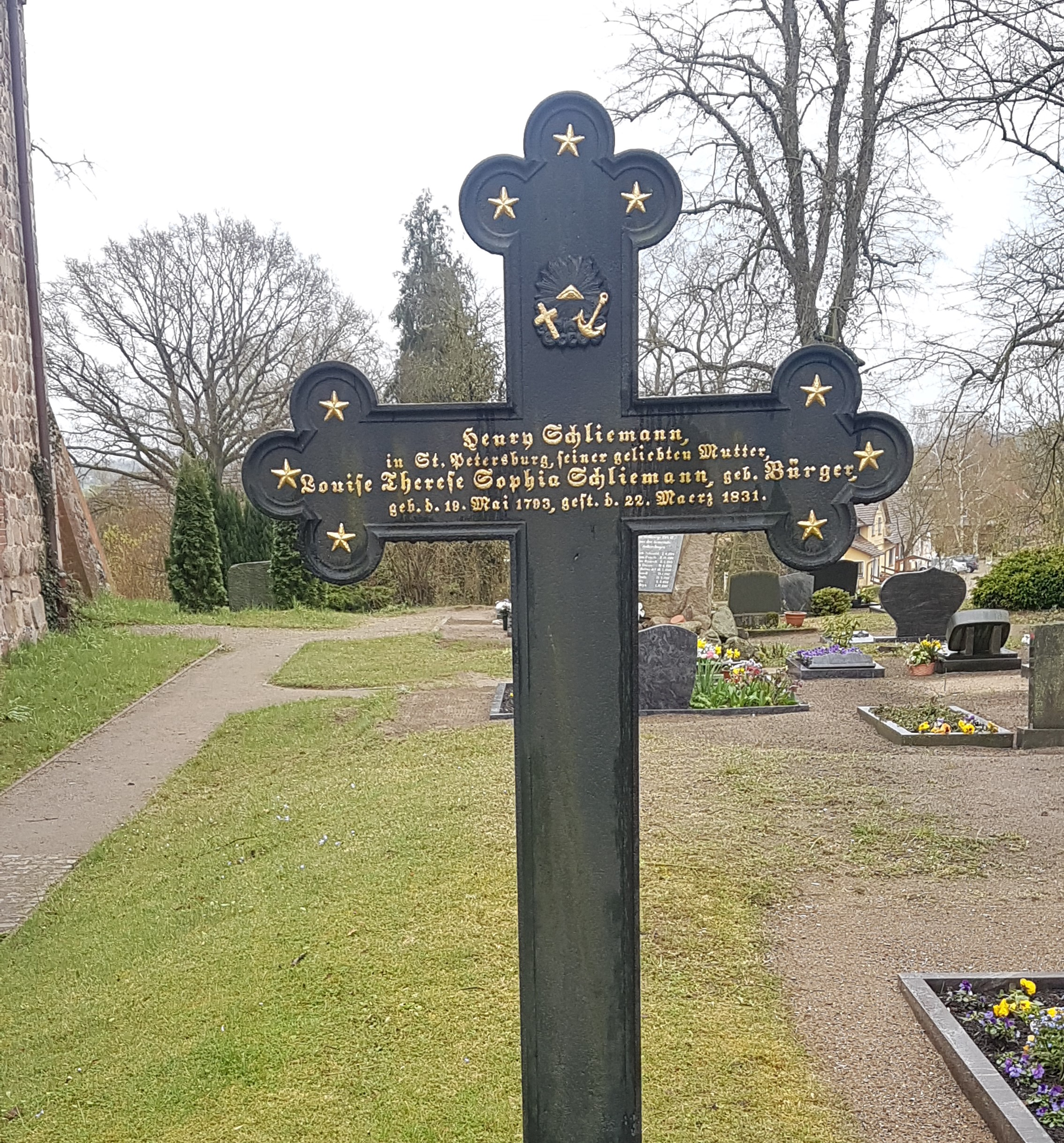
In Sankt Petersburg nannte sich Schliemann, möglicherweise im Vorgriff auf seinen Aufenthalt in Kalifornien, Henry Schliemann, wie er auf dem Grabkreuz für seine Mutter auf dem Kirchhof in Ankershagen (gegenüber dem heutigen Schliemann-Museum) vermerkt hat

Heinrich Schliemann wurde in Neubukow im (Teil-)Großherzogtum Mecklenburg-Schwerin als fünftes von neun Kindern des Pastors Ernst (Johann Adolph) Schliemann (1780–1870) und dessen Frau Louise (Therese Sophie), geborene Bürger (1793–1831), Tochter des späteren Bürgermeisters von Sternberg, geboren. Seine Kindheit zwischen dem ersten und dem zehnten Lebensjahr verbrachte er in Ankershagen in Ostmecklenburg, wo sein Vater im Mai 1823 die Pfarrstelle übernommen hatte. 1828 erhielt er nach eigener Darstellung in seiner 1879 erschienenen Autobiografie als Weihnachtsgeschenk Die Weltgeschichte für Kinder von Georg Ludwig Jerrer, aus der ihm der Vater vorlas. Daraus erwuchs nach eigenen Angaben bereits dann sein Entschluss zur Suche nach der antiken Stadt Troja.
Die Mutter Heinrich Schliemanns starb 1831, neun Wochen nach der Geburt des neunten Kindes. Daher kam Heinrich im Januar 1832 in die Familie seines Onkels Friedrich Schliemann (1790–1861), der zu dieser Zeit Pastor in Kalkhorst bei Grevesmühlen war, und trat in das Gymnasium Carolinum in Neustrelitz ein. Als sein Vater wegen erheblicher Differenzen mit seiner Kirchengemeinde in Ankershagen des Amtes enthoben wurde und das Schulgeld nicht mehr bezahlen konnte, musste Heinrich Schliemann nach nur drei Monaten das Gymnasium verlassen und auf die Neustrelitzer Realschule wechseln, die er – wie damals üblich – bis zur Vollendung seines 14. Lebensjahres besuchte. Ostern 1836 begann er in einem Krämerladen in Fürstenberg eine Kaufmannslehre als Handelsgehilfe.
In Fürstenberg begegnete ihm der Müller Hermann Niederhöffer, Sohn eines protestantischen Pastors, der seine Schulzeit auf dem Gymnasium beinahe vollendet hatte und somit nicht weniger als 100 Verse aus dem Homer in griechischer Sprache rezitieren konnte. Schliemann war davon so begeistert, dass er von nun an nicht aufhörte, „Gott zu bitten, daß er in seiner Gnade mir das Glück gewähren möge, einmal Griechisch lernen zu dürfen“.
Nach Beendigung seiner Lehrzeit zu Ostern 1841 war Schliemann fest entschlossen, Fürstenberg zu verlassen und gemeinsam mit einem Schulfreund nach Nordamerika auszuwandern. Stellenangebote in Fürstenberg interessierten ihn nicht mehr und um Johannis 1841 war Schliemann arbeitslos. Er besuchte seinen inzwischen in zweiter Ehe verheirateten und in Rostock-Gehlsdorf lebenden Vater und nutzte den Aufenthalt in Rostock, um eine Handelsschule zu besuchen und sein Lungenleiden in einer Wasserheilanstalt auszukurieren.

### Kaufmannskarriere
Im September 1841 verließ Schliemann endgültig Mecklenburg und versuchte sein Glück in Hamburg, konnte aber trotz mehrerer Empfehlungsschreiben nur eine Stelle als Lagerarbeiter erhalten und erkrankte schwer. Völlig verarmt dachte er nun wie viele Zeitgenossen an Auswanderung, nahm eine Stelle in La Guaira in Venezuela an und lief am 28. November 1841 bei schlechtem Wetter mit dem Dreimaster Dorothea aus. Das Schiff strandete jedoch am 11./12. Dezember vor der niederländischen Insel Texel. Am 20. Dezember traf er in Amsterdam ein, erhielt zu Jahresende eine Stellung als Kontorbote im Handelshaus Hoyack & Co. und begann, Fremdsprachen zu erlernen, was ihm anscheinend außerordentlich leicht fiel. Innerhalb eines Jahres lernte er Niederländisch, Spanisch, Italienisch und Portugiesisch.
1844 erlangte er eine Stellung in Hamburg bei B. H. Schröder & Co. als Korrespondent und Buchhalter, später Leiter des Korrespondenzbüros, und begann – wohl auf Grund der engen Handelsbeziehungen seines Arbeitgebers zum Zarenreich – Russisch zu lernen. 1846 wurde er als Agent von dem in Schröder Gebrüder & Co. umbenannten Handelshaus nach Sankt Petersburg geschickt; bereits ein Jahr später eröffnete er dort ein eigenes Handelshaus auf dem Newski-Prospekt und erwarb die russische Staatsbürgerschaft (15. Februar 1847). In Sankt Petersburg logierte er im Palais des Grafen Sievers und hielt sich bereits einen Bediensteten. Besonders erfolgreich wurde Schliemann im Handel mit sogenannten Kolonialwaren, nämlich Farbstoffen (insbesondere Indigo) und Genussmitteln, sowie mit Industrierohstoffen.
Der Briefwechsel mit seinem Bruder Ludwig, der in Kalifornien Goldsucher war, zog Schliemann 1850 nach Amerika, wo er bis 1852 blieb. Er gründete eine Bank für Goldhandel in Sacramento und begann erfolgreich in amerikanische Eisenbahnprojekte zu investieren. Zurück in Sankt Petersburg heiratete er am 12. Oktober 1852 in der Isaakskathedrale die russische Kaufmannstochter Jekaterina Petrowna Lyschina (1826–1896) nach russisch-orthodoxem Ritus und festigte damit seine gesellschaftliche Stellung. Der Ehe entstammten die drei Kinder Sergei (1855–1941), Natalja (1859–1869) und Nadeschda (1861–1935).
Durch Großlieferungen von Munitionsrohstoffen (Blei, Schwefel und Salpeter) an die zaristische Armee im Krimkrieg (1853–1856) unter geschickter Umgehung der Seeblockade über den Landweg wurde er reich: In seinem wirtschaftlich erfolgreichsten Jahr (1855) wurde Schliemann an der Petersburger Börse als Kaufmann mit dem höchsten Handelsumsatz und einem Geschäftsvolumen von 1 Million Taler notiert.

### Forscherleben

#### 1864 bis 1870
Ab 1856 erlernte er Latein und Altgriechisch und wollte sich aus dem Geschäftsleben zurückziehen, was ihm erst 1864 gelang. In diesem Jahr ging er auf ausgedehnte Studienreisen nach Asien sowie Nord- und Mittelamerika. 1865 verfasste er sein erstes Buch: La Chine et le Japon (China und Japan). Mit seiner genauen, sachlichen Beschreibung ist das Buch eine gute Quelle zur Kenntnis des vormodernen Alltags in diesen beiden Ländern. Von 1866 an studierte er Sprachen, Literatur und Altertumskunde an der Sorbonne in Paris.
Im April 1868 begann Schliemann seine erste Forschungsreise nach Griechenland. Über Rom und Neapel reiste er nach Korfu und suchte nach Spuren der Phaiaken, bei denen Odysseus laut Homer strandete und deren Land Scheria oft mit Korfu gleichgesetzt wurde. Am 28. Juli 1868 erreichte er Ithaka und suchte dort neun Tage lang vergeblich nach dem in der Ilias beschriebenen Palast des Odysseus. Erstmals versuchte er sich hierbei als Ausgräber und heuerte dazu örtliche Hilfskräfte an. Über kurze Aufenthalte in Korinth und Athen gelangte er am 9. August zum ersten Mal in die Troas und stellte intensive Forschungen zur vermutlichen Lage der legendären Stadt des Priamos an. Er teilte nach langen, ausführlichen Ortsbegehungen die Meinung Frank Calverts, dass sich die Burg unter dem Hisarlık verbergen müsse, und beantragte eine Grabungserlaubnis bei der Hohen Pforte.

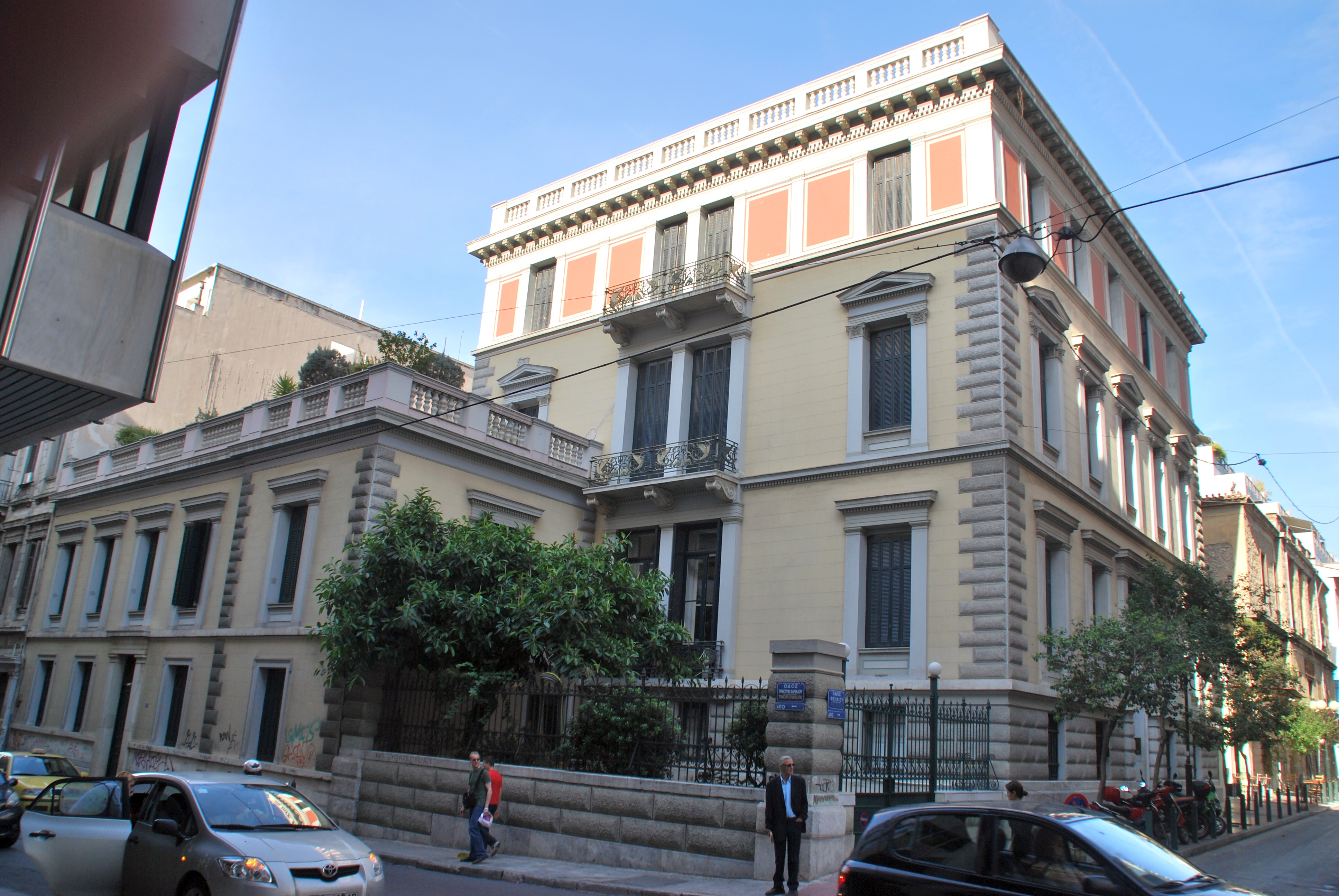
Von Schliemann finanziertes Gebäude des Deutschen Archäologischen Instituts Athen.

Im September 1868 reiste Schliemann zurück nach Paris und schrieb dort sein Buch Ithaka, der Peloponnes und Troja, das er 1869 in der französischen Fassung zusammen mit seiner Publikation La Chine der Universität Rostock als Dissertation vorlegte. Im selben Jahr folgten eine Reise nach Sankt Petersburg und in die USA, wo er am 29. März die amerikanische Staatsbürgerschaft erhielt und am 30. Juni die Scheidung seiner zum damaligen Zeitpunkt in Europa unauflösbaren russisch-orthodoxen Ehe erreichte. In absentis, d. h. „in Abwesenheit“, wurde er zur selben Zeit von der philosophischen Fakultät der Universität Rostock zum Dr. phil. promoviert; die Universität Rostock war eine der letzten deutschen Hochschulen, die dieses lange Zeit gebräuchliche Verfahren, d. h. eine Promotion nach Begutachtung der Dissertation, aber ohne mündliche Verteidigung und persönliche Anwesenheit, damals noch ermöglichte. Die Doktorurkunde wurde am 27. April 1869 in lateinischer Sprache ausgefertigt.

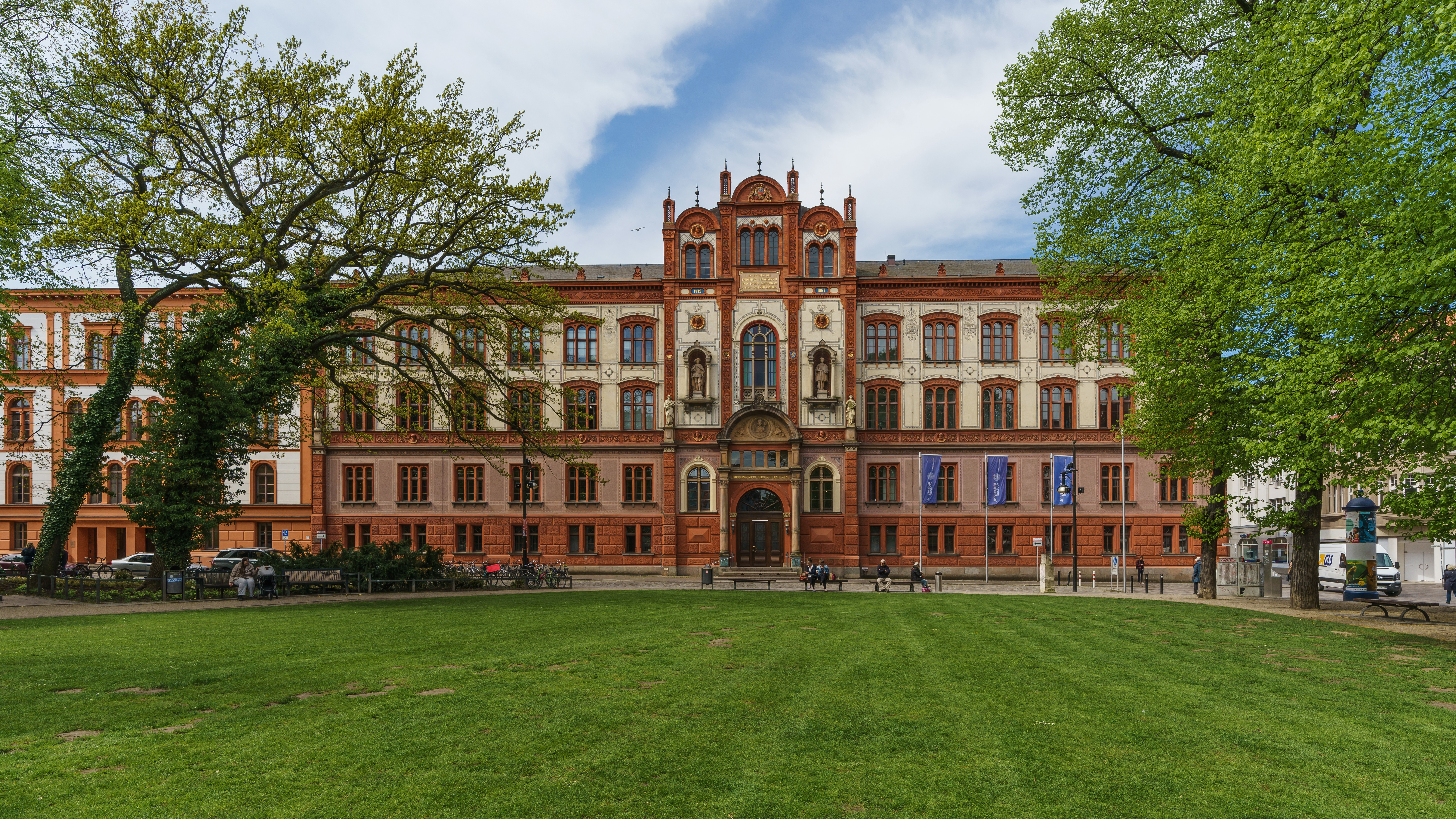
Hauptgebäude der Universität Rostock

Gleichzeitig ließ er sich von seinem Freund Erzbischof Theokletos Vimpos aus Athen Fotografien von griechischen Heiratskandidatinnen zusenden und ehelichte nach seiner Rückkehr nach Griechenland die 17-jährige Sophia Engastroménos am 24. September 1869 nach griechisch-orthodoxem Ritus in der Meletios-Kirche in Kolonos, dem Geburtsort des Sophokles, heute ein Stadtteil von Athen. Nach einer Hochzeitsreise durch Italien und Aufenthalt in Paris kehrte das Ehepaar Schliemann Anfang 1870 nach Athen zurück und kaufte sich eine Villa in der Odos Mouson nahe dem Syntagma-Platz. Im selben Jahr wählte ihn die Griechische philologische Gesellschaft in Konstantinopel zum korrespondierenden Mitglied.

#### 1870 bis 1873 (Troja)

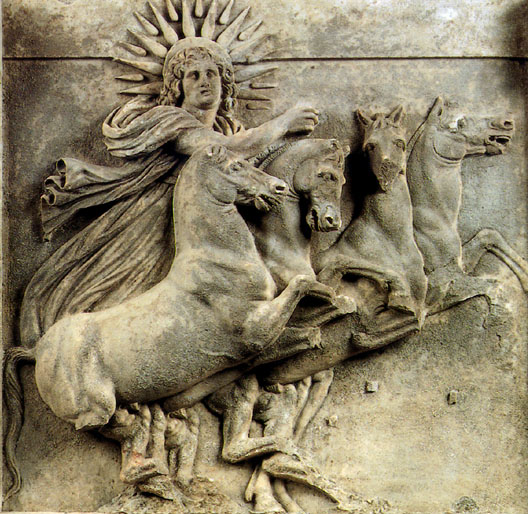
Helios-Metope vom hellenistischen Athena-Tempel Trojas

Im Frühjahr 1870 war die Grabungserlaubnis der osmanischen Regierung immer noch nicht eingetroffen, trotzdem fuhr Schliemann erneut nach Troja und grub vom 9. bis 22. April mit Hilfsarbeitern einen 20 Meter langen und bis zu 3 Meter tiefen Suchgraben, der bereits zur Entdeckung mehrerer Siedlungsschichten führte. Im Dezember unternahm er eine Reise nach Konstantinopel und den erfolglosen Versuch, bei den osmanischen Behörden durch persönliche Vorsprache die Grabungserlaubnis zu erhalten. In diesen drei Wochen lernte er Türkisch. Am 7. Mai 1871 kam in Athen seine Tochter Andromache († 1962) zur Welt. Als er sich im Sommer in London aufhielt, um hier Teile der Grabungsausrüstung einzukaufen, erreichte ihn am 12. August ein Brief aus Konstantinopel mit der Grabungsgenehmigung.
Zurück in Troja erkannte die lokale Provinzverwaltung die Erlaubnis nur für den Teil des Hisarlık an, der Frank Calvert gehörte, was einen Gesamtschnitt durch den Hügel verhindert hätte. Nach Intervention der amerikanischen Botschaft in Konstantinopel konnte am 11. Oktober 1871 aber die Grabungskampagne wie geplant beginnen und förderte schnell antike, bronze- und steinzeitliche Siedlungsschichten zu Tage, bis die Ausgrabungen am 24. November wegen des hereinbrechenden Winters beendet werden mussten. Am 1. April 1872 begann die zweite Kampagne und führte am 13. Juni zur Entdeckung des bis dahin bedeutsamsten Fundes, der sogenannten Helios-Metope vom Triglyphenfries des hellenistischen Athena-Tempels (heute Teil der Antikensammlung Berlin im Alten Museum).
Im Januar 1873 begann die dritte und erfolgreichste Grabungskampagne. Schliemann entdeckte ein Stadttor (in seiner Interpretation das Skäische Tor der Ilias), von dem eine breite Straße zu einem von ihm als Palast des Priamos gedeuteten Haus führt, in dessen Nähe am 31. Mai der sogenannte Schatz des Priamos aufgefunden wurde. Schliemann erklärte Troja für gefunden und seine Aufgabe als erfüllt. Trotzdem verweigerten die deutschen Wissenschaftler ihm weiterhin die gewünschte fachliche Anerkennung, insbesondere die deutsche Archäologie-Koryphäe Ernst Curtius, mit dem Schliemann um die Grabungsrechte für Olympia (erfolglos) konkurrierte. Nur in Großbritannien erregte der Fund hohes Aufsehen in der Fachwelt; die Society of Antiquaries of London lud Schliemann zu einem vielbeachteten Fachvortrag ins Burlington House ein, wo er vom britischen Staatsmann William Ewart Gladstone mit einer Laudatio begrüßt wurde.

#### 1874 bis 1876 (Mykene)

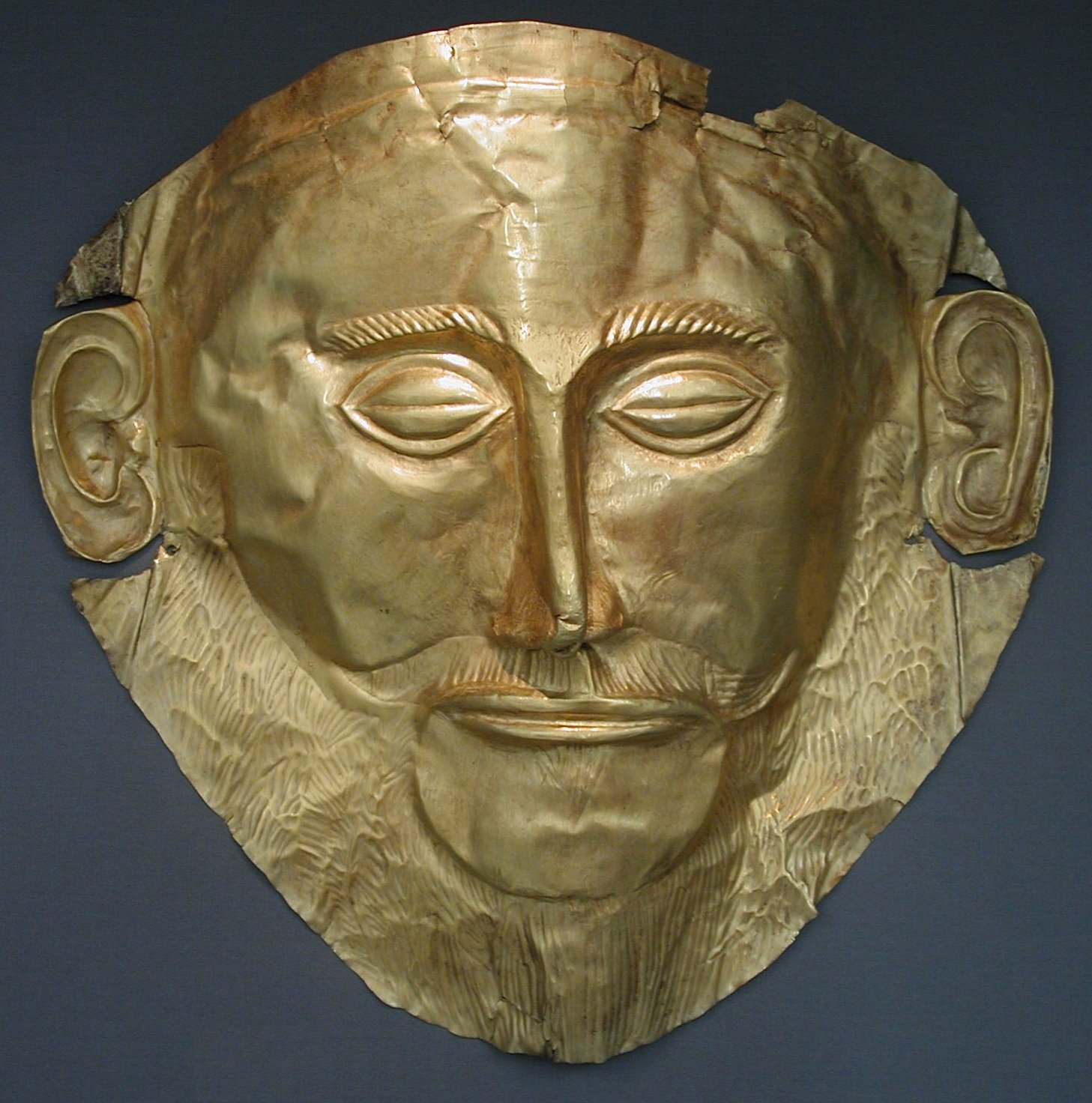
Mykenische Totenmaske

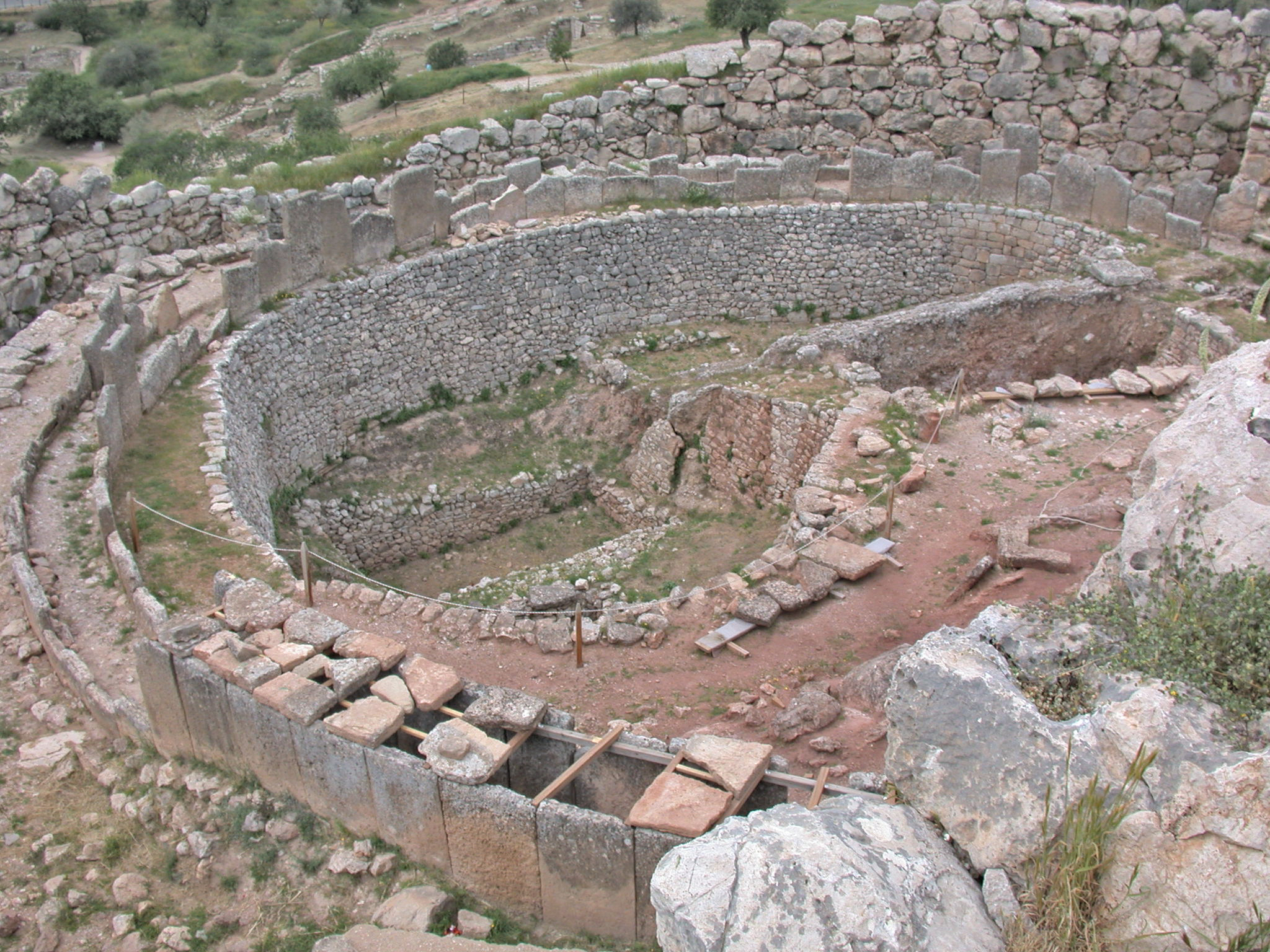
Mykenische Schachtgräber

Anfang 1874 reiste Schliemann nach Mykene, um weiter nach Spuren der in Homers Ilias genannten Personen und Orte zu forschen, insbesondere nach dem Grab Agamemnons, das er in Mykene vermutete. Sechs Tage lang ließ er von zwölf Arbeitern auf der Akropolis 34 gut fünf Meter tiefe Suchgräben ziehen, bis die illegale Grabung durch die Behörden beendet wurde. Im selben Jahr wurde Schliemann von der Hohen Pforte auf Herausgabe der Hälfte seiner trojanischen Schätze vor einem Athener Gericht verklagt; der Prozess endete mit einem Vergleich, in dem Schliemann gegen Zahlung von 50.000 Goldfranken den Schatz des Priamos legal erwarb.
Während er auf die Grabungserlaubnis für Mykene wartete, zog Schliemann 1875 auf Vortrags- und Museumsreise durch Europa und führte Grabungen in Alba Longa (in der römischen Mythologie eine Gründung von Ascanius, Sohn des trojanischen Prinzen Aeneas aus der Ilias) und im ehemals phönikischen Mozia durch.
Im Sommer 1876 lag die Grabungserlaubnis für Mykene vor, so dass er und seine Frau Sophia, die hier erstmals selbständig Teilgrabungen leitete, am 7. August die umfangreiche Kampagne mit 63 Arbeitern nun offiziell begannen. Am 9. September stießen sie auf einen in der Ilias erwähnten Versammlungsplatz mit zwei konzentrischen Ringen aus aufrechtstehenden flachen, polierten Steinplatten mit einem Außendurchmesser von rund 30 Metern. Bei Testgrabungen an dieser Stelle kamen zunächst einfache Grabstelen und Grabbeilagen zu Tage. Am 9. Oktober wurden die Arbeiten aufgrund des angekündigten Besuchs des brasilianischen Kaisers Dom Pedro II. unterbrochen und der Kaiser am 25. Oktober auf dem Grabungsareal empfangen. Ab Ende November kamen inmitten der Steinkreise wohlausgestattete Gräber zum Vorschein, schließlich fünf prunkvolle Schachtgräber mit goldenen Totenmasken und wertvollen Grabbeigaben, zum Beispiel einem lebensgroßen silbernen Kuhkopf mit goldenen Hörnern. Am 28. November telegraphierte Schliemann an den griechischen König, er habe das Grab des Agamemnon und seiner Familie gefunden. Erst am nächsten Tag jedoch fand er die größte und kunstvollste goldene Totenmaske, die als Goldmaske des Agamemnon bekannt geworden ist. Bis zum 3. Dezember führte er die Grabungen fort. Bis dahin hatte er 13 Kilogramm an Goldschätzen gehoben. Diese wurden von den griechischen Behörden in der Staatsbank von Athen eingelagert und sind heute im Archäologischen Nationalmuseum zu sehen.
Unter den Grabbeigaben befanden sich auch zahlreiche Artefakte, in denen Bernstein verarbeitet war. Schliemann veranlasste eine Untersuchung des Bernsteins durch den Danziger Apotheker Otto Helm, der zu dem Ergebnis kam, dass es sich um baltischen Bernstein handele. Daraus entwickelte sich eine bis heute noch nicht vollständig abgeschlossene Diskussion zum Alter, dem Verlauf und den Verästelungen der Handelswege zwischen den im Ostseeraum siedelnden Völkern und den antiken Kulturen im Mittelmeerraum (s. Bernsteinstraße) sowie zu der Frage, wie sich die geografische Herkunft von Bernstein aus archäologischen Grabungen zuverlässig bestimmen lässt.

#### 1877 bis 1890

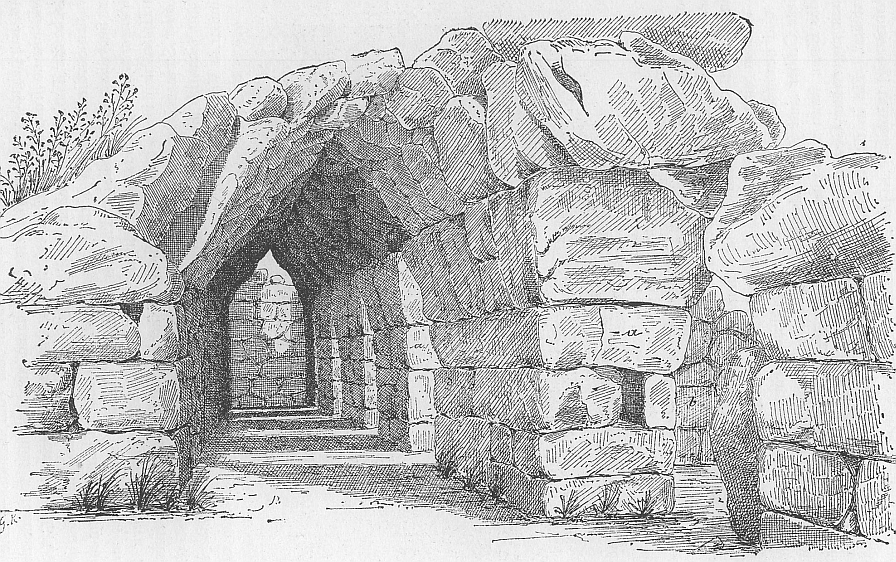
Arkadengang in Tiryns

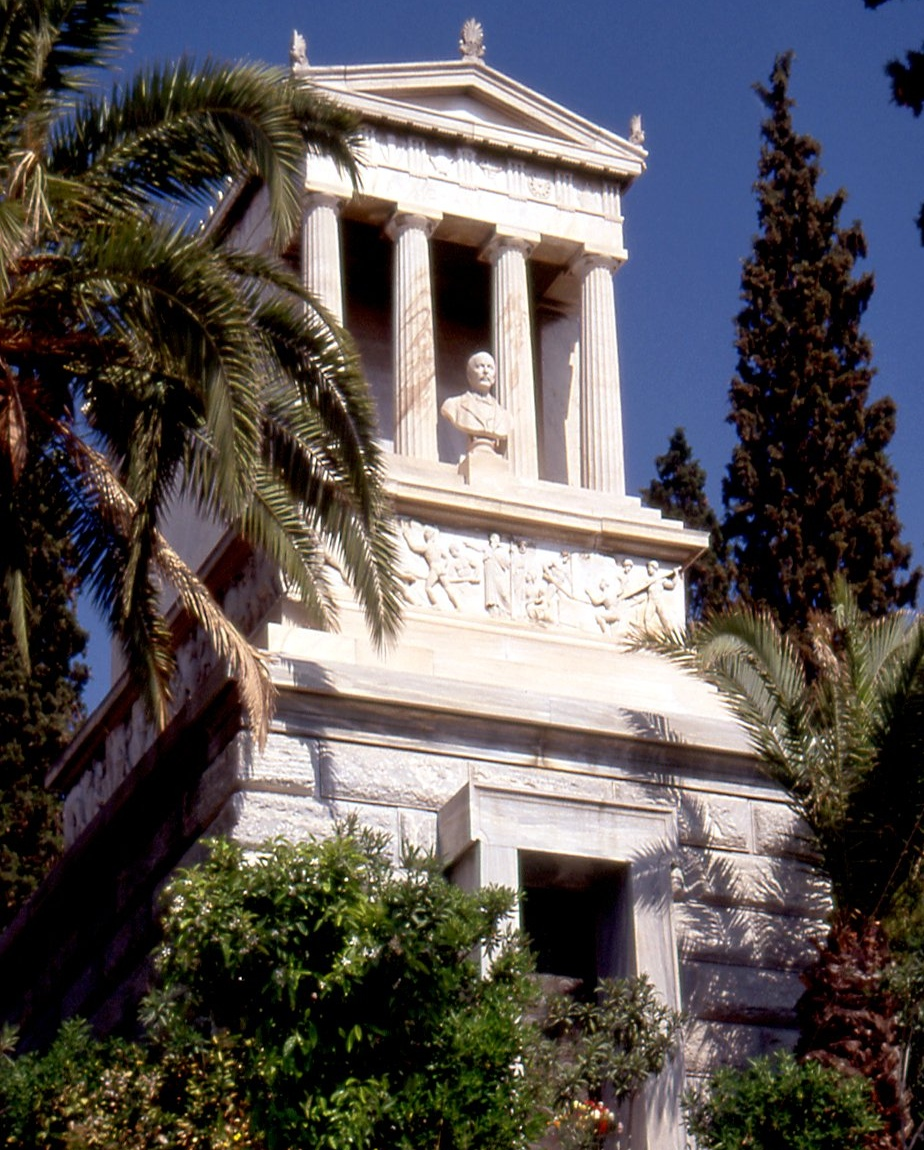
Schliemann-Mausoleum auf dem Ersten Athener Friedhof

Im November 1877 brachte Schliemann seinen Schatz des Priamos nach London, stellte ihn in 24 Vitrinen drei Jahre lang im South-Kensington-Museum aus und wurde Ehrenmitglied der Society of Antiquaries of London. Nun nahm auch das wissenschaftliche und öffentliche Interesse an der Arbeit Schliemanns im Deutschen Reich zu. Im März 1878 kam sein Sohn Agamemnon († 1954) zur Welt.
1878/79 führte Schliemann erneute Grabungskampagnen in Troja durch, wobei sein Förderer Rudolf Virchow ab 1879 zeitweise anwesend war. Zur selben Zeit erbaute in Athen Ernst Ziller für Schliemann den neoklassizistischen Wohnpalast Iliou Melathron. 1880/81 grub Schliemann in Orchomenos (dessen Volk laut Homer unter ihrem König Ialmenos am Krieg gegen Troja teilnahm) und fand das sogenannte Schatzhaus des Minyas, des sagenhaften Gründers der Stadt. 1881 schenkte Schliemann – auf Vermittlung Virchows – seine Sammlung „trojanischer Alterthümer“ dem deutschen Volk und wurde Ehrenbürger Berlins sowie Ehrenmitglied der Berliner Gesellschaft für Anthropologie, Ethnologie und Urgeschichte. Er veröffentlichte seine Forschungsergebnisse unter dem Titel Ilios sowie seine Autobiografie.
1882 begann seine sechste Grabungskampagne in Troja unter Mitarbeit des jungen Baumeisters Wilhelm Dörpfeld. Im selben Jahr wurde er zum auswärtigen Mitglied der Bayerischen Akademie der Wissenschaften ernannt. 1883 wurde Schliemann Ehrendoktor der University of Oxford und Ehrenmitglied des Queen’s College.
Ab dem 17. März 1884 führte er sehr erfolgreiche Grabungen in Tiryns zusammen mit Dörpfeld aus. Sechzig Arbeiter trugen den Schutt der Akropolis ab, wo bereits 1876 kyklopische Mauern entdeckt worden waren, die sich nun als Grundmauern eines mykenischen Königspalastes mit großem Arkadenhof, Altar und freskengeschmückten Gemächern, Badezimmer und Megaron erwiesen. Die Entdeckung des Palastes bescherte der Wissenschaft fundierte Kenntnisse über Ausmaß, Blütezeit und Untergang der mykenischen Epoche.
1886 beendeten Schliemann und Dörpfeld die Ausgrabungen in Tiryns und begaben sich nach Knossos auf dem damals noch osmanischen Kreta, um Grabungsareal zu kaufen und eine Grabungslizenz zu erwirken, konnten sich mit dem Landbesitzer jedoch nicht auf einen Preis einigen. 1886/87 fuhr der gesundheitlich stark angeschlagene Schliemann nach Ägypten, um sich zunächst auf einer Nilkreuzfahrt mit eigener Yacht zu erholen und ab Januar 1888 mit Virchow an der Ramleh-Station von Alexandria nach dem Grab Alexanders zu graben. Sein Vorhaben wurde von Johannes Schiess unterstützt.
1889/90 initiierte und leitete Schliemann noch zwei Gelehrtenkonferenzen in Troja. Nach der siebten Kampagne in Troja starb Schliemann  – nach einer in Halle/Deutschland durchgeführten Ohrenoperation, die nicht vollständig auskuriert war – am 26. Dezember in Neapel/Italien  – an den Folgen eines langjährigen Cholesteatoms. Seine Leiche wurde von Freunden nach Athen überführt und dort im prächtigen, von Ernst Ziller entworfenen neoklassizistischen Mausoleum auf dem Ersten Friedhof von Athen beigesetzt.
In seinem Testament bedachte er vor allem seine Kinder aus erster Ehe, die seine Häuser in Paris erbten, und aus zweiter Ehe, die den Besitz in Griechenland erhielten. Aber auch seine lebenden deutschen Verwandten erhielten großzügige Erbteile.

## Ausgrabungen

### Troja

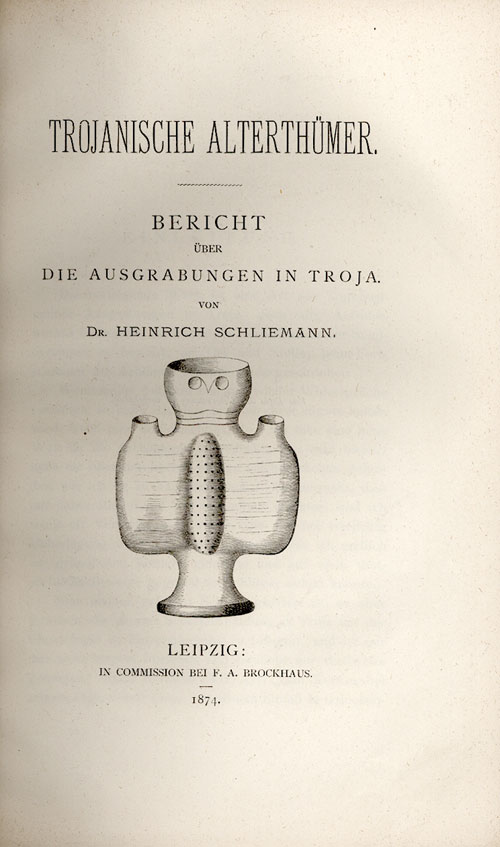
Heinrich Schliemann: Trojanische Alterthümer, Titelblatt der Erstausgabe von 1874

Heinrich Schliemann war nicht der Erste, der unter dem Hügel namens Hisarlık in der Troas die Reste der Stadt Troja (auch Ilion, daher auch der Name des Epos Ilias Homers) vermutete. Schon Anfang des 19. Jahrhunderts brachte der britische Reisende Edward Daniel Clarke diese Idee auf. 1863 publizierte der Journalist Charles McLaren dieselbe Idee, die dann von dem Briten Frank Calvert aufgegriffen wurde. Calvert führte erste Ausgrabungen durch, verdichtete seine Hypothese jedoch nicht zur Behauptung. Schliemann schrieb offen darüber, was er Calvert verdankte: „… teile ich vollkommen die Überzeugung Calverts, dass die Hochfläche von Hisarlık die Stelle des alten Troja bezeichnet“.
1869/70 verifizierte Schliemann die Vermutungen Calverts anhand der teils sehr exakten Beschreibung der landschaftlichen Lage der Stadt durch Homer und nachfolgende antike Schriftsteller und führte erste Sondierungsgrabungen durch. Während der ersten drei Grabungs-Kampagnen (ab 1871) ließ Schliemann von seinen Arbeitern einen 40 Meter breiten und über 15 Meter tiefen Graben mitten durch den Hügel treiben, in der Hoffnung, so Ilion, die Burg des Priamos, zu finden. Dabei wurden wichtige Siedlungsspuren aus sämtlichen Schichten unwiederbringlich zerstört. In den folgenden Jahren und bei Grabungen an anderen Orten nahm er daher die Hilfe eines Fachmannes (Wilhelm Dörpfeld) in Anspruch und ging erheblich vorsichtiger zu Werke.
1873 erklärte Schliemann der Öffentlichkeit, Troja gefunden zu haben. Den eigentlichen Durchbruch zum Ruhm erlangte er allerdings durch den Fund des Schatzes des Priamos im selben Jahr. 1874 erschien bei Brockhaus sein Atlas trojanischer Altertümer, erstmals in der Geschichte der Archäologie durchweg mit Fotodokumenten der Grabungen.
Es gibt überzeugende Hinweise, dass um diesen strategisch und handelspolitisch bedeutsamen Siedlungsplatz viele kriegerische Auseinandersetzungen geführt worden sind. Ein archäologischer Beweis, dass der Trojanische Krieg Homers tatsächlich um diese Siedlung geführt worden ist, fehlt bis heute – dies war Schliemanns Kernthese. Daher ist in der Fachwelt umstritten, ob es sich bei der von Schliemann ausgegrabenen Stätte tatsächlich um Troja/Ilion handelt, oder ob dieses überhaupt außerhalb der Literatur existierte.
Die Grabungen und Forschungen werden seit 1988 durch das Institut für Ur- und Frühgeschichte und Archäologie des Mittelalters der Universität Tübingen und das Department of Classics der University of Cincinnati fortgesetzt.
Schliemann hat damit als Erster eine bronzezeitliche Siedlung außerhalb Ägyptens und Mesopotamiens aufgedeckt und der Altertumswissenschaft so ein völlig neues Arbeitsgebiet eröffnet.

### Mykene
Die frühhistorische Ruinenstadt Mykene besuchte Schliemann erstmals 1869. Hier suchte er – im Gegensatz zu anderen – die Grablege Agamemnons (des sagenhaften Königs und Oberbefehlshabers der griechischen Streitmacht vor Troja) nicht außerhalb, sondern innerhalb der Burgmauern. Er begann 1876 mit den Ausgrabungen. Der größte Fund war die sogenannte Goldmaske des Agamemnon aus Mykene, die nach heutigen Erkenntnissen allerdings nicht Agamemnon zugesprochen werden kann, da sie aus einer um etwa 300 Jahre früheren Ära stammt.

### Weitere Ausgrabungsorte
Weiterhin unternahm Schliemann teils umfangreiche Grabungskampagnen in Orchomenos (Schatzhaus des Minyas), Ithaka und Tiryns.

## Würdigung

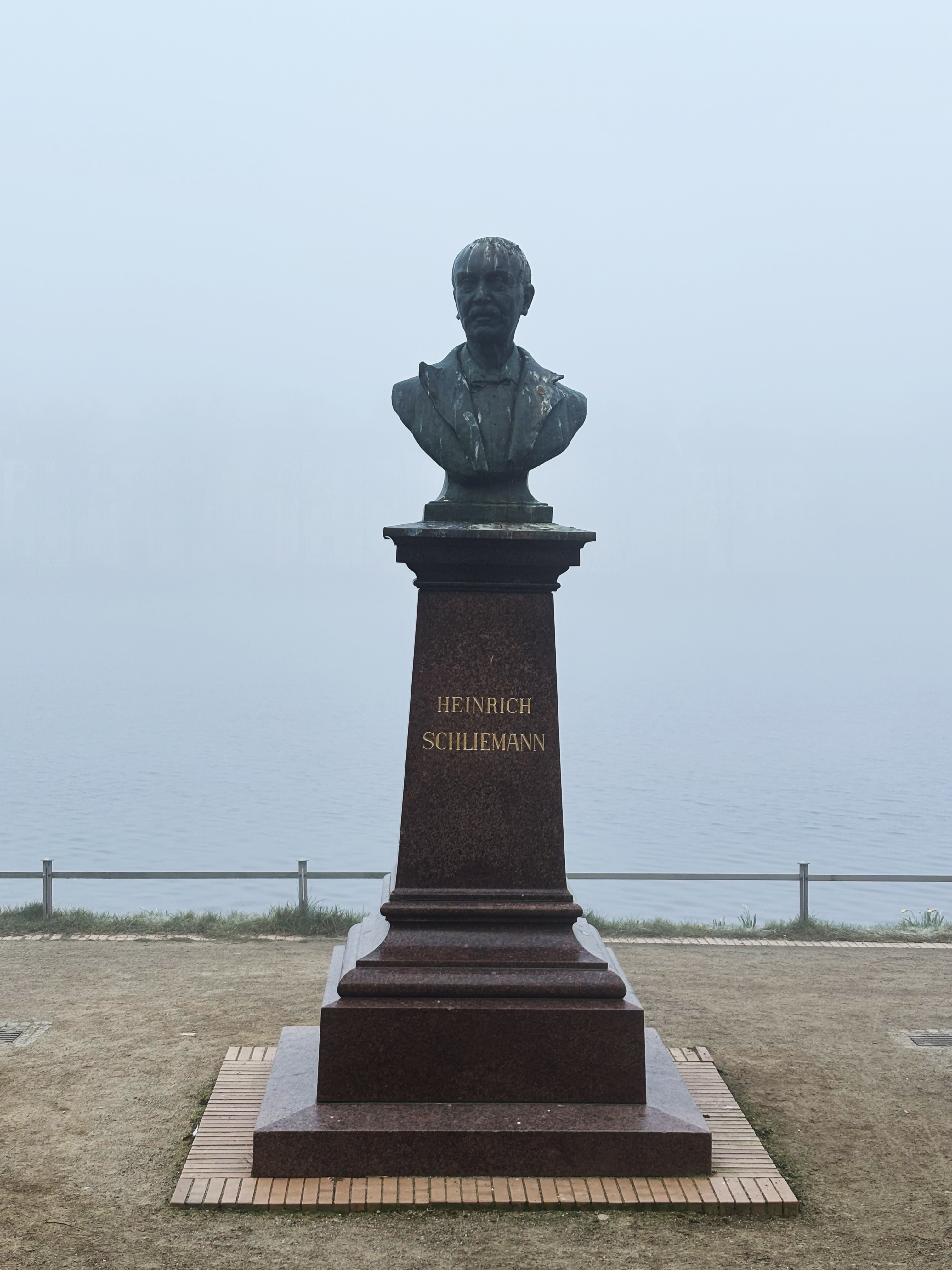
Denkmal in Schwerin

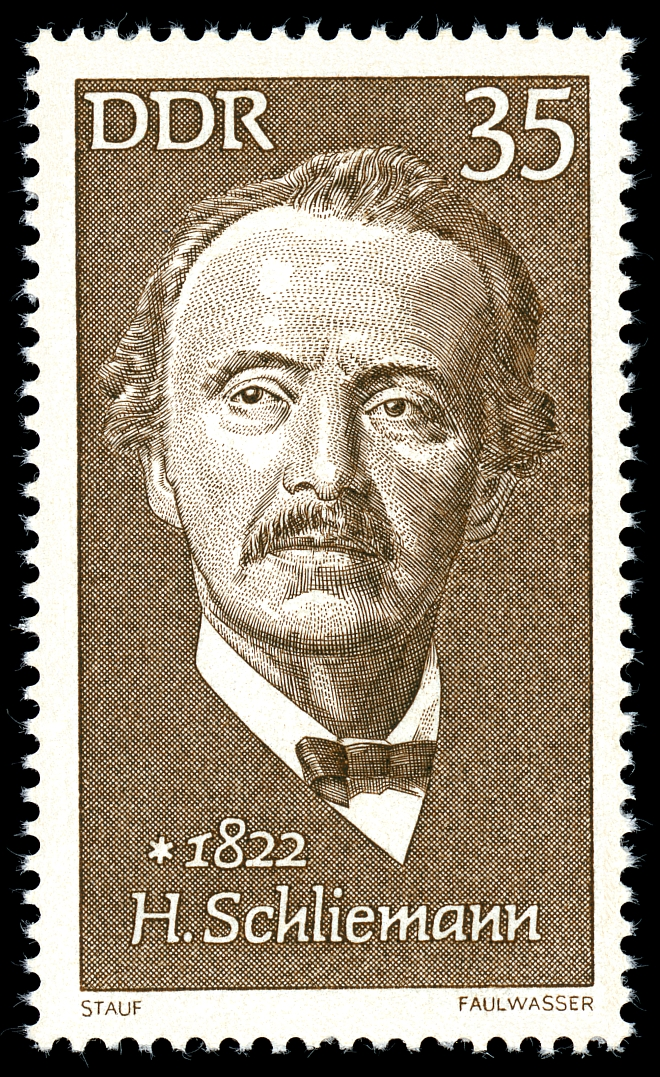
Briefmarke (1972) aus der Serie Berühmte Persönlichkeiten

Sein unbekümmertes und damit zunächst, aus heutiger Sicht gesehen, unwissenschaftliches Vorgehen bei den ersten Grabungen in Hisarlık hat Schliemann anfangs viel Kritik eingebracht. Dabei wurde übersehen, dass er sich nicht auf Vorbilder stützen konnte. Dass er seine Methoden grundlegend geändert hat, machte ihn (neben Flinders Petrie und besonders Wilhelm Dörpfeld) zu einem der Wegbereiter der Archäologie als Feldarbeit und der wissenschaftlich-methodischen Grabungstechnik, welche bis dahin lediglich in der schatzsuchhaften Aushebung wertvoller Einzelobjekte, nicht aber der nun systematischen Freilegung eines Grabungsareals bestand.
Folgende von ihm erdachten neuen Forschungsmethoden finden noch heute Anwendung:
- Voruntersuchung des Geländes durch Sondagen (Suchgräben);
- Grabung bis auf den gewachsenen Boden;
- Beachtung der Stratigraphie (Schichtenfolge);
- Suche nach der Leitkeramik („Leitfossil“) für die einzelnen Schichten;
- interdisziplinäre Zusammenarbeit mit anderen Wissenschaften, u. a. Anthropologie, Paläontologie, Paläographie, Topographie und Chemie.

Durch seine zahlreichen Publikationen hat er das Interesse der Öffentlichkeit an seriöser archäologischer Forschung entscheidend gefördert. Seine Berichte über die Zusammenhänge zwischen Tiryns, Mykene und Kreta rückten diese Stätten erst in das Bewusstsein der Geschichtswissenschaft. In Fachkreisen ist Schliemann daher heute zu Recht als „Vater der mykenischen Archäologie“ anerkannt.

Rudolf Virchow sagte über ihn: 

„Es ist heute eine müßige Frage, ob Schliemann im Beginn seiner Untersuchungen von richtigen oder unrichtigen Voraussetzungen ausging. Nicht nur der Erfolg hat für ihn entschieden, sondern auch die Methode seiner Untersuchung hat sich bewährt. Es mag sein, dass seine Voraussetzungen zu kühn, ja willkürlich waren, dass das bezaubernde Gemälde der unsterblichen Dichtung seine Phantasie zu sehr bestrickte, aber dieser Fehler des Gemüths, wenn man ihn so nennen darf, enthielt doch auch das Geheimniss seines Erfolges. Wer würde so grosse, durch lange Jahre fortgesetzte Arbeiten unternommen, so gewaltige Mittel aus eigenem Besitz aufgewendet, durch eine fast endlos scheinende Reihe aufeinandergehäufter Trümmerschichten bis auf den in weiter Tiefe gelegenen Urboden durchgegraben haben, als ein Mann, der von einer sichern, ja schwärmerischen Ueberzeugung durchdrungen war? Noch heute würde die gebrannte Stadt in der Verborgenheit der Erde ruhen, wenn nicht die Phantasie den Spaten geleitet hätte.“

Heute tragen die Heinrich-Schliemann-Gymnasien in Fürth und Berlin, die Regionale Schule Heinrich Schliemann Neubukow sowie das Heinrich-Schliemann-Institut für Altertumswissenschaften der Universität Rostock den Namen Schliemanns. In Schwerin stand am Pfaffenteich seit 1895 ein Büstendenkmal Schliemanns, geschaffen von dem Bildhauer Hugo Berwald, das jedoch Ende August 2011 gestohlen wurde. Seit dem Mai 2012 steht an gleicher Stelle ein Bronze-Nachguss auf Basis eines Gipsabdruckes der originalen Büste.
Sein Elternhaus in Ankershagen beherbergt seit 1980 das Heinrich-Schliemann-Museum. Dort werden unter anderem keramische und bronzene Originalfundstücke beziehungsweise Nachbildungen aus Mykene und Troja präsentiert. Auch die Heinrich-Schliemann-Gedenkstätte in Neubukow informiert seit 1972 zum berühmtesten Sohn der Stadt und stellt Originalfunde und Repliken aus. Das Heinrich-Schliemann-Gymnasium in Berlin-Prenzlauer Berg und das Heinrich-Schliemann-Gymnasium in Fürth tragen seinen Namen. Der Asteroid (3302) Schliemann und ein Mondkrater auf der Mondrückseite wurden nach Heinrich Schliemann benannt.
1990 gaben die Deutsche Bundespost und die griechische Post eine Sondermarke als Gemeinschaftsausgabe aus Anlass von Schliemanns 100. Todestag heraus. Die Deutsche Post der DDR gab im selben Jahr eine Sondermarke mit eigenem Motiv aus. Das Bundesfinanzministerium gab im Januar 2022 eine Sondermarke anlässlich des 200. Geburtstages heraus.

## Werke (Auswahl)
Digitale Versionen zahlreicher Schriften Schliemanns sind bei der Universitätsbibliothek Heidelberg verfügbar (siehe Weblinks).
- La Chine et le Japon au temps présent. Librairie centrale, Paris 1867 (deutsche Übersetzung: Reise durch China und Japan im Jahre 1865. Rosgarten-Verlag, Konstanz 1984, ISBN 3-87685-108-4).
- Ithaka, der Peloponnes und Troja. Archäologische Forschungen. Giesecke & Devrient, Leipzig 1869 (Digitalisat).
- Trojanische Alterthümer. Bericht über die Ausgrabungen in Troja. F.A. Brockhaus, Leipzig 1874 (Digitalisat; eine französische Ausgabe erschien 1874).
- Atlas trojanischer Alterthümer. 218 photographische Abbildungen zu dem Berichte über die Ausgrabungen in Troja. F.A. Brockhaus, Leipzig 1874 (Digitalisat; eine französische Ausgabe erschien 1874).
- Mykenae. Bericht über meine Forschungen und Entdeckungen in Mykenae und Tiryns. F.A. Brockhaus, Leipzig 1878 (Digitalisat).
- Ilios. Stadt und Land der Trojaner. Forschungen und Entdeckungen in der Troas und besonders auf der Baustelle von Troja. Mit einer Selbstbiographie des Verfassers. F.A. Brockhaus, Leipzig 1881 (Digitalisat).
- Orchomenos. Bericht über meine Ausgrabungen im böotischen Orchomenos. F.A. Brockhaus, Leipzig 1881 (Digitalisat).
- Reise in der Troas im Mai 1881. F. A. Brockhaus, Leipzig 1881 (Digitalisat).
- Tiryns. Der Prähistorische Palast der Könige von Tiryns. Ergebnisse der neuesten Ausgrabungen. F. A. Brockhaus, Leipzig 1886 (Digitalisat).

## Verfilmungen
- 1981: Der Schatz des Priamos – mit Tilo Prückner als Schliemann.
- 2007: Der geheimnisvolle Schatz von Troja – mit Heino Ferch als Schliemann.

## Ausstellungen (Auswahl)
- Schliemanns Welten. Sein Leben. Seine Entdeckungen. Sein Mythos. Vom 13. Mai 2022 bis 8. Januar 2023. James-Simon-Galerie und Neues Museum.[28]